# Masters de Shanghái 2012
El Shanghai Rolex Masters 2012 es un torneo de tenis que pertenece a la ATP en la categoría de ATP World Tour Masters 1000. Se disputa del 7 de octubre al 14 de octubre de 2012 en Shanghái, China sobre canchas duras.

## Puntos

### Distribución de puntos
| Etapa                        | Individuales | Dobles |
| ---------------------------- | ------------ | ------ |
| Campeón                      | 1000         | 1000   |
| Finalista                    | 600          | 600    |
| Semifinalista                | 360          | 360    |
| Cuartos de final             | 180          | 180    |
| Tercera ronda                | 90           | 90     |
| Segunda ronda                | 45           | 0      |
| Primera ronda                | 10           | -      |
| Clasificado                  | 25           | -      |
| Ronda final de clasificación | 14           | -      |

## Cabezas de serie

### Individual Masculino
| Tenista            | Ranking | No. |
| Roger Federer      | 1       | 1   |
| Novak Djokovic     | 2       | 2   |
| Andy Murray        | 3       | 3   |
| Tomáš Berdych      | 6       | 4   |
| Jo-Wilfried Tsonga | 7       | 5   |
| Janko Tipsarević   | 9       | 6   |
| Juan Mónaco        | 10      | 7   |
| John Isner         | 11      | 8   |

| Tenista               | Ranking | No. |
| Nicolás Almagro       | 12      | 9   |
| Marin Čilić           | 13      | 10  |
| Richard Gasquet       | 14      | 11  |
| Milos Raonic          | 15      | 12  |
| Stanislas Wawrinka    | 16      | 13  |
| Kei Nishikori         | 17      | 14  |
| Gilles Simon          | 18      | 15  |
| Philipp Kohlschreiber | 19      | 16  |

- Los cabezas de serie están basados en el ranking ATP del 1 de octubre de 2012.

## Campeones

### Individual masculino
Novak Djokovic venció a  Andy Murray por 5–7, 7–6, 6–3.

### Dobles masculino
Leander Paes /  Radek Štěpánek vencieron a  Mahesh Bhupathi /  Rohan Bopanna por 6–7, 6–3, 10–5.